# Amblyomma williamsi
Amblyomma williamsi är en fästingart som beskrevs av Banks 1924. Amblyomma williamsi ingår i släktet Amblyomma och familjen hårda fästingar. Inga underarter finns listade i Catalogue of Life.